# 美食旅游

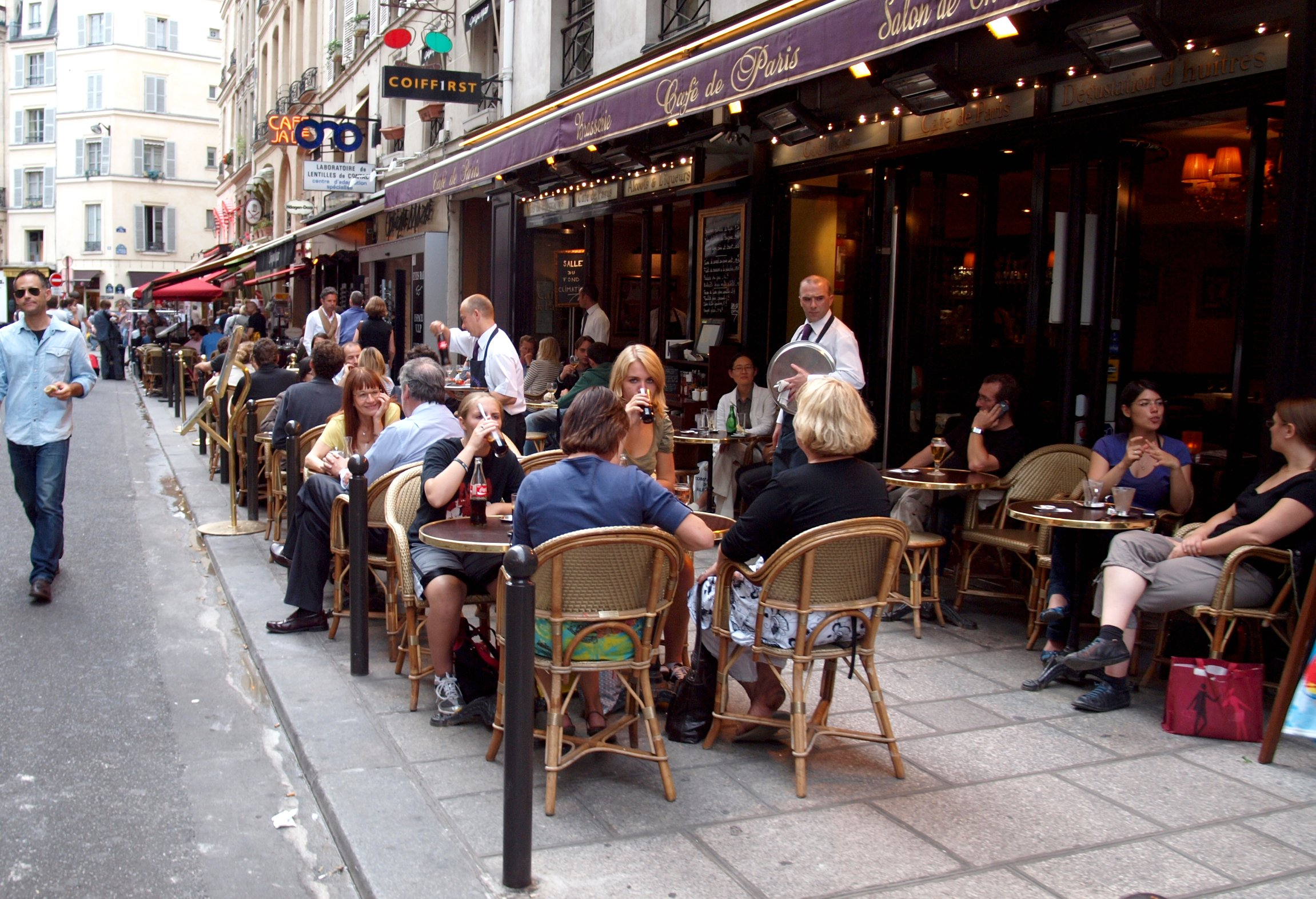
法国作为与美食旅游联系最紧密的国家，不仅国际游客向往，连法国人也经常因为各地美食与葡萄酒，而到各地去旅游。

美食旅游（Food Tourism、Gastronomy Tourism）或烹饪旅游（Culinary Tourism）是一种以美食为旅游目的的旅游方式，以食物与饮品作为主要的旅游体验。因为吃喝是游客的共有行为，对游客而言食物的重要性与气候、住宿和风景并列。

## 概述
美食旅游是一种不论远近，追求具有独特和难忘的饮食体验的旅游模式。美食旅游与农业旅游的不同之处在于，美食旅游被视为文化旅游的一个子集（美食是文化的一种表现），而农业旅游被视为乡村旅游的一个子集，但美食旅游和农业旅游密不可分，因为烹饪的材料来自农业。但烹饪/美食旅游不仅限于美食 。美食旅游可以被视为体验式旅游的一个子类。
尽管许多城市、地区或国家以美食闻名，但美食旅游并不局限于饮食文化。每名游客一天大约吃三顿饭，这使食物成为旅游业的基本经济动力之一。爱尔兰、秘鲁和加拿大等国家正在大力发展美食旅游，由于美食旅游的推广和产品开发，游客消费和过夜住宿的人数不断增加。 
世界美食旅游协会为美食旅游（Food Tourism）提供的说明与定义：
美食旅游中的美食不仅包含食物，实际上还包含了饮用饮料。不仅是因为饮与食旅游（food and drink tourism）这名称读起来略显累赘，同时饮和食本身为一体。此外，我们还需要界定行程的“远近”。除了周游全国或世界各地以享用美食或饮品外，我们还可以成为自己所在地区、城市和社区的美食旅行者。纵使你很少离开自己所在的社区，穿越城市到新社区的一家特别的商店或外出就餐，你也是你自家后院的美食旅行者！旅行是一种行为的隐喻，因为大多数人会在自己的城市里旅行（包括：上班、购物等行程），即使没有跨区、跨国或是跨越星际。移动的距离远不如我们在不断移动的行为模式重要。我们皆是某种旅行者，本质上我们都属于吃货。因此，每个人都可以被视为美食旅行者。世界美食旅游协会曾用烹饪旅游（Culinary Tourism）来形容这一行业。但协会从2012年起，便停止使用该词，因为研究表明它容易让人产生误解。虽然烹饪一词在技术上包括任何与食物和饮品有关的事物，从该角度看似乎并无歧义，但经过调研，大多数英语使用者都认为烹饪（culinary）这个词只适用于受过专业培训的厨师。当用于描述我们这个行业的本质，会显得非常做作。而美食旅游既包括了食品车和街头小贩，以及当地人专用的小食店或酒吧，也包含引人注目的酒庄或独一无二的餐馆。美食旅游业中的每个角色都有自己的特色。  
美食旅游包括以下活动： 
1. 烹饪班
2. 美食之旅
3. 葡萄酒、啤酒和美食节[6]
4. 特色就餐体验[7]

## 经济影响
美食旅游从2001年起变得十分突出。世界美食旅游协会估计，餐饮费用占所有旅游支出的15％至35％，具体取决于目的地的承受能力。世界美食旅游协会列出了美食旅游的潜在好处，包括更多的游客、更高的销量、更高的媒体关注、更高的税收和更强的社区自豪感。  

## 烹饪班
美食旅游的一个增长点是烹饪班。课程形式多种多样，从持续数小时的短期课程，到全天，甚至多日的课程。外国游客的注意力通常集中在他们所访问的国家的美食上，而当地游客可能热衷于体验他们所不熟悉的美食。许多烹饪班还包括市场参观，以增强文化体验。 一些烹饪班在当地人的家中举行，让外国游客一睹他们所访问的国家的日常生活和美食。本地的举办者和外国客人都能从这种跨文化的体验中受益。

## 美食之旅

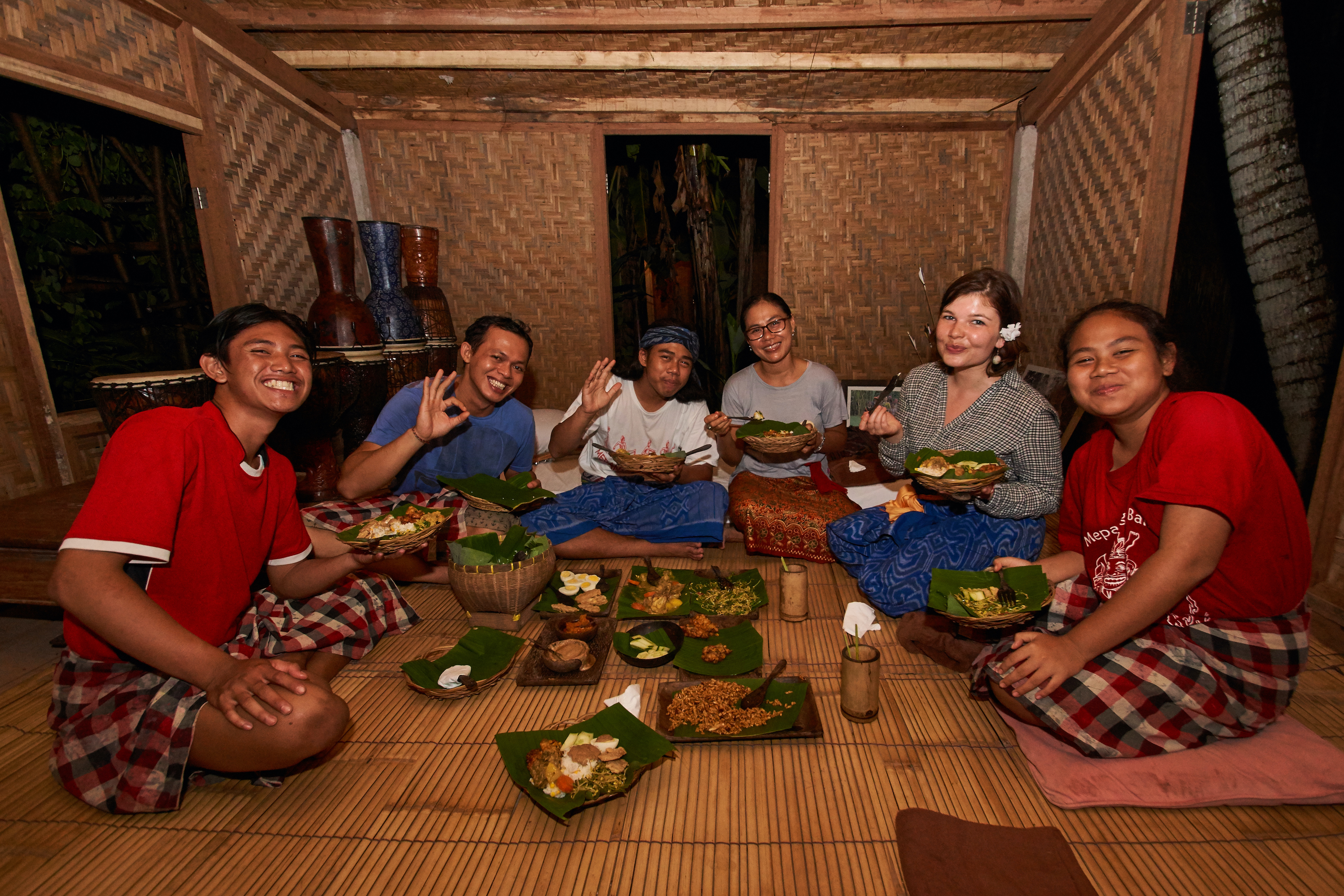
印度尼西亚巴厘岛的家庭晚餐（2016年），作为当地美食之旅的一部分。

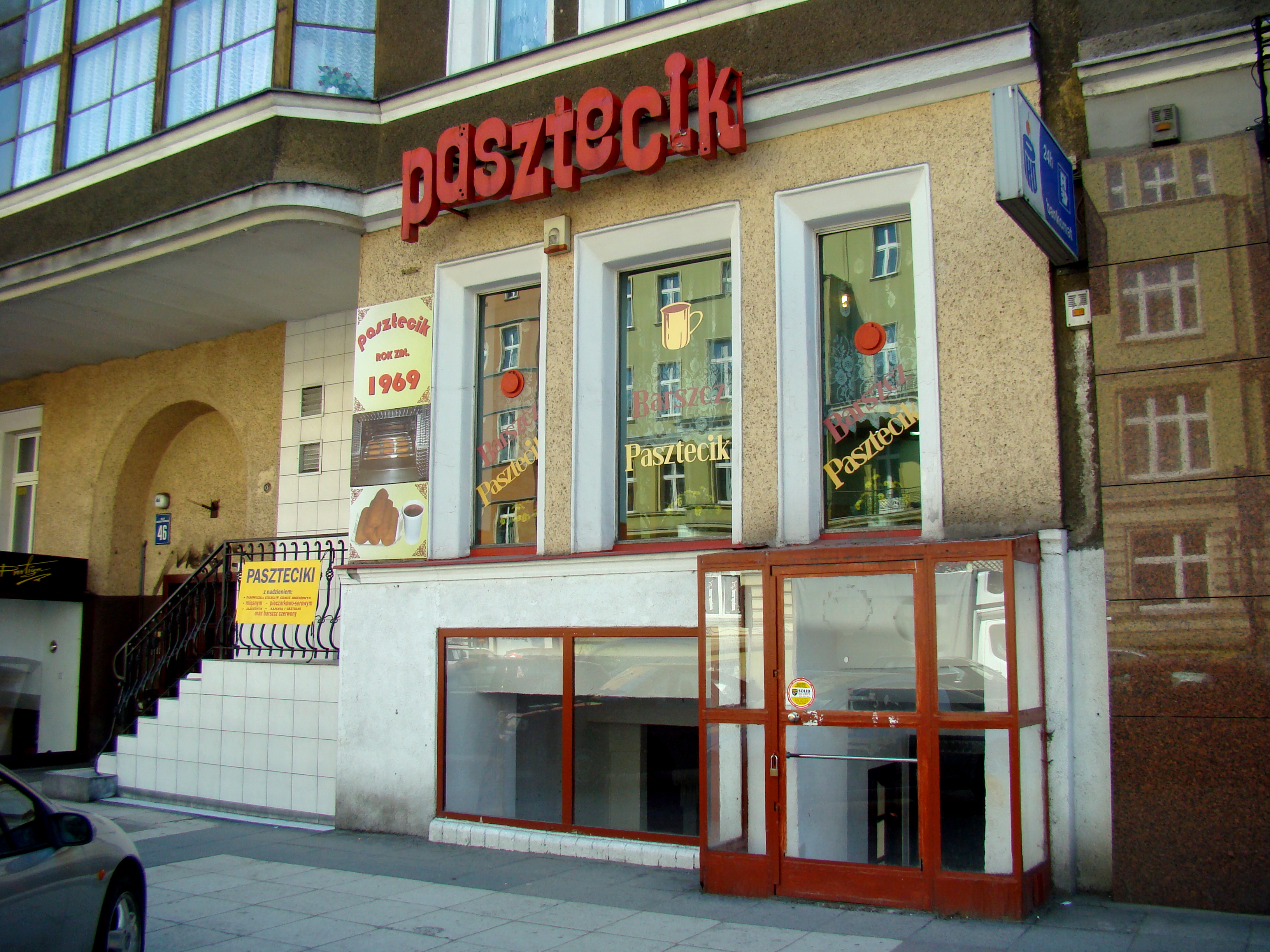
位于波兰什切青市中心一家最古老酒吧，名为Pasztecik Szczecinëski，以供应馅饼而成为该市热门的游客餐厅。Pasztecik Szczeciński（油炸馅饼）是波美拉尼亚的传统菜肴之一。

美食之旅的模式会因旅行团和运营商而异。 但是，大多数会具有以下这些元素： 
1. 它们会在游客众多的大城市开展业务。例如：伦敦[10]、巴黎[11] [12]、罗马[13]、佛罗伦萨、多伦多、伊斯坦布尔、纽约、里斯本、柏林、马德里、贝尔法斯特、旧金山、哥本哈根、东京、上海、北京[14]、雅典、吉隆坡[15] 、马拉喀什[16]和巴塞罗那[17]等。经营者必须找到一个充满活力和有趣的饮食文化的城市。特别是有特色的街头小吃。
2. 行程一般在步行范围内。步行的距离不会太远，可能会在相邻的几条街道中巡回。部分自行车租赁公司会提供自行车美食之旅。
3. 行程一般至少三小时，虽然大多数行程会持续更长。行程通常以地铁站等公共交通枢纽作为起点与终点。
4. 团队规模从私人小团体，到20人以上都有可能。
5. 行程很少向与父母/监护人分享食物的幼童收费。行程不一定适合轮椅用户，这取决于具体的行程和当地对残障人士的态度。
6. 行程会带游客到他们以前可能没见过的地方，使他们可以像当地人那样购物和用餐，而不必担心游客陷阱。美食旅游经常使用如“像真正的巴黎人/柏林人/伦敦人/纽约人那样在城市里吃喝”之类的宣传口号。
7. 所有行程均由当地人带领。许多导游会在行程中加入他们自己的亲身经历，还可能会推荐城市其它地方的餐厅。
8. 行程主要围绕着食物。形式会因经营者而异，但一般会包含：参观市场、酒吧或咖啡馆，并会在参观地邀请游客品尝各种食物。通常会到特别的商店，购买别处难以买到的食物。行程的最后，可能会在某家餐厅就餐，那里通常会有啤酒、葡萄酒或软饮料。
9. 导游会谈到食物，包含此前带游客去过的商店。他们可能会谈论自己和家人所吃的食物与平常提供给游客的食物有何不同。他们通常不太能接受国际连锁快餐店。
10. 导游通常会加入旅游所在地区的历史资料。
11. 旅行团假定参与者没有任何的戒口，也不会考虑特殊饮食要求。
12. 许多旅行社旨在创建可持续发展的旅游模式，在这种模式下，他们只和当地生产者与家族企业合作，通过步行宣扬当地的传统，为客户提供对当地环境、社会和经济产生积极影响的体验，这意味着碳足迹为零。

2017年6月10日是首届国际美食旅游日，庆祝全球的美食旅游。
世界美食旅游协会于2019年4月18日推出了世界美食旅游日。它的目的是通过提高消费者和商家的意识，以支持协会的使命——通过款待和旅游来保护和促进烹饪文化。世界各地会在每年的4月18日对此进行庆祝。